# Torneo Sudamericano de Rugby League 2016
El Torneo Sudamericano de Rugby League de 2016 fue la primera edición del torneo de rugby league en formato de 9 jugadores.
Fue disputado en Miramar, Argentina.
El campeón fue el local al derrotar en la final al combinado de Chile.

## Equipos participantes
- Argentina
- Buenos Aires
- Chile
- Latin Heat Domestic
- Provincias Argentinas

## Resultados

### Etapa Clasificatoria
| 12 de noviembre | Chile | 12 - 8 | Provincias Argentinas | Miramar, Argentina |  |

| 12 de noviembre | Argentina | 16 - 8 | Buenos Aires | Miramar, Argentina |  |

| 12 de noviembre | Provincias Argentinas | 20 - 0 | Latin Heat Domestic | Miramar, Argentina |  |

| 12 de noviembre | Chile | 16 - 0 | Latin Heat Domestic | Miramar, Argentina |  |

| 12 de noviembre | Argentina | 24 - 8 | Provincias Argentinas | Miramar, Argentina |  |

| 12 de noviembre | Chile | 12 - 4 | Buenos Aires | Miramar, Argentina |  |

| 12 de noviembre | Latin Heat Domestic | 12 - 20 | Buenos Aires | Miramar, Argentina |  |

| 12 de noviembre | Argentina | 32 - 8 | Latin Heat Domestic | Miramar, Argentina |  |

| 12 de noviembre | Provincias Argentinas | 16 - 8 | Buenos Aires | Miramar, Argentina |  |

### Final
| 12 de noviembre | Argentina | 16 - 0 | Chile | Miramar, Argentina |  |

| Bandera de Argentina |
| Campeón Argentina    |
| Primer título        |